# Diademophora ruandaensis
Diademophora ruandaensis är en tvåvingeart som beskrevs av Lindner 1955. Diademophora ruandaensis ingår i släktet Diademophora och familjen vapenflugor. Inga underarter finns listade i Catalogue of Life.